# Grand Prix de Plumelec-Morbihan 2007
La 31e édition du Grand Prix de Plumelec-Morbihan a eu lieu le 2 juin 2007. La course fait partie du calendrier UCI Europe Tour 2007 en catégorie 1.1. Elle est la onzième épreuve de la Coupe de France 2007.

## Classement final
|    | Coureur          | Équipe                |    | Temps          |
| -- | ---------------- | --------------------- | -- | -------------- |
| 1  | Simon Gerrans    | AG2R Prévoyance       | en | 4 h 2 min 53 s |
| 2  | Yann Huguet      | Cofidis               | +  | 42 s           |
| 3  | David Le Lay     | Bretagne-Armor Lux    | +  | 45 s           |
| 4  | Jérémy Roy       | La Française des Jeux | +  | 49 s           |
| 5  | Jean-Marc Marino | Crédit agricole       | +  | 1 min 9 s      |
| 6  | Pierrick Fédrigo | Bouygues Télécom      | +  | 1 min 59 s     |
| 7  | Philippe Gilbert | La Française des Jeux |    | m.t.           |
| 8  | Rémi Pauriol     | Crédit agricole       |    | m.t.           |
| 9  | Sylvain Chavanel | Cofidis               | +  | 2 min 1 s      |
| 10 | Stéphane Goubert | AG2R Prévoyance       |    | m.t.           |